# Torture psychologique
La torture psychologique, ou torture mentale, est un type de torture qui repose principalement sur les effets psychologiques, et seulement secondairement sur tout dommage physique infligé. Bien que toutes les tortures psychologiques n'impliquent pas l'utilisation de la violence physique, un continuum existe entre la torture psychologique et la torture physique.
Les deux sont souvent utilisées ensemble et se chevauchent souvent dans la pratique, la peur et la douleur induites par la torture physique entraînant souvent des effets psychologiques à long terme et de nombreuses formes de torture psychologique impliquant une certaine forme de douleur ou de coercition.
Les effets de la torture psychologique sont un sujet d'étude en psychiatrie en raison de leurs conséquences sévères sur la santé mentale des personnes.

## Définitions
La torture psychologique ou mentale, parfois appelée « torture blanche » ou « torture propre » puisqu'elle ne laisse pas de trace physique,

La Convention contre la torture et autres peines ou traitements cruels, inhumains ou dégradants a donné pour la première fois dans l'histoire une définition de la torture psychologique :
Torture : tout acte par lequel une douleur ou des souffrances aiguës, physiques ou mentales, sont intentionnellement infligées à une personne aux fins notamment d'obtenir d'elle ou d'une tierce personne des renseignements ou des aveux, de la punir d'un acte qu'elle ou une tierce personne a commis ou est soupçonnée d'avoir commis, ou de l'intimider ou de faire pression sur elle ou sur un tiers, ou pour tout motif fondé sur une discrimination de quelque nature que ce soit, lorsque cette douleur ou cette souffrance est infligée par un agent public ou toute autre personne agissant à titre officiel, ou à son instigation ou avec son consentement exprès ou tacite.
Une définition contemporaine de la torture psychologique définit les processus qui « consistent à attaquer ou à manipuler les entrées et les processus de l'esprit conscient qui permettent à la personne de rester orientée dans le monde environnant, de garder le contrôle et de disposer des conditions adéquates pour juger, comprendre et prendre librement des décisions qui sont les éléments constitutifs essentiels d'un soi non blessé ». L'échelle d'environnement torturant est la première échelle de mesure des environnements torturants basée sur ce modèle.

## Types de torture psychologique

### Sur des prisonniers
De nombreuses formes de méthodes de torture psychologique visent à détruire l'image de soi normale du sujet en lui ôtant toute forme de contrôle sur son environnement, en l'isolant, en monopolisant sa perception, en lui donnant une impression de toute-puissance, en créant un état d'impuissance apprise, de régression psychologique et de dépersonnalisation :
- forcer les prisonniers à regarder des actes sexuels commis sur une connaissance ;
- forcer à assister à la torture de proches ;
- moqueries constantes ;
- violences verbales ;
- intimidations ;
- insultes à l'honneur d'un membre de la famille ;
- cracher dans la gamelle de quelqu'un ;
- humiliations mineures (toujours liées à des valeurs culturelles) ;
- harcèlements mineurs ;
- exaspération répétée et provoquée volontairement ;
- lumière artificielle forcée 24 heures sur 24 ;
- manque d'intimité exploité volontairement ;
- menaces verbales de nouveaux tourments, que ceux-ci soient réalistes ou non ;
- contrariétés répétées mineures en soi mais amplifiées de manière disproportionnée ;
- simulacre d'exécution ;
- privation de sommeil ;
- nudité forcée ;
- encapuchonnement ;
- autres formes de privation sensorielle.

Largement utilisée, par exemple dans les prisons staliniennes, nazies et d'autres régimes totalitaires, mais peu décrites, ces méthodes ont été étudiées en 1956 par le psychiatre américain Albert Biderman, qui a examiné plusieurs soldats américains torturés par les services secrets nord-coréens et chinois pendant la guerre de Corée. Il a défini trois actions de base pour briser les victimes : dépendance-affaiblissement-détente. Ses travaux ont été approfondis pour la CIA. Ses analyses, souvent connues comme la charte de Biderman, ont été publiées dans un numéro de 1957 du Bulletin de l'Académie de médecine de New York .
La privation de sommeil est très fréquemment employée dans le monde. Elle a été utilisée, entre autres, par l'Inquisition, la Stasi en RDA, en URSS à partir des années 1930 (période des Grandes Purges) et à Cuba sous Fidel Castro, ainsi qu'à la prison américaine de Guantanamo.

### Sur des personnes en liberté
Si la personne est en liberté, le Haut-Commissariat des Nations unies aux droits de l'homme répertorie 15 techniques de harcèlement en groupe sur individus ciblés, auxquelles peut s'appliquer diverses formes de restriction mentale : le déni plausible d'abord, l'ignorance délibérée si nécessaire, pour culminer sur la neutralisation de la culpabilité ou le report de la faute sur la victime:
1. Surveillance ciblée (Effet Hawthorne/Panoptique)
2. Établissement de profilage de faiblesses et d'insécurités/moyen de pression (Agent infiltré et Opposition research)
3. Conditionnement à certains stimulis afin de provoquer une surcharge sensorielle
4. Politique de la peur, intimidation, engendrer de la confusion,
5. Mobbing
6. Mise en scène de saynètes avec mise en exergue d'éléments de la situation personnelle de la victime (Violation du droit au respect de la vie privée).
7. Utilisation de haut-parleur directionnel (voice to skull)
8. Utilisation d'effets visuels éblouissants
9. Utilisation du bruit comme perturbateur
10. Privation de sommeil
11. Provocation policière à la faute et piégeage/piège à miel (agent provocateur et kompromat)
12. Gaslighting
13. Violation de domicile/de propriété afin de modifier l'environnement de la victime.
14. Propagande, désinformation, diffamation et discrédit (enquête bruyante).
15. Sapage de réputation (campagne négative)

## Effets
Bien que la torture psychologique puisse ne pas laisser de dommages physiques durables, c'est en fait souvent l'une des motivations pour utiliser la torture psychologique plutôt que la torture physique, elle peut entraîner des niveaux similaires de dommages mentaux permanents chez ses victimes,.

## Incidence
Les États-Unis ont fait un usage intensif des techniques de torture psychologique à la prison de Guantanamo et sur d'autres sites après les attentats du 11 septembre. De nombreux autres pays ont été accusés de recourir à la torture psychologique, notamment l'Iran.
Les méthodes de torture psychologique ont été conçues par, et en collaboration avec, des médecins et des psychologues. La participation médicale à la torture était une caractéristique importante des pratiques d'interrogatoire américaines dans les installations militaires et de la Central Intelligence Agency (CIA),.